# Ain't She Sweet (chanson des Beatles)
Pour l’article homonyme, voir Ain't She Sweet.
Singles de The Beatles with Tony Sheridan
Cry for a Shadow / Why Sweet Georgia Brown / Take Out Some Insurance on Me, Baby
Pistes inédites de Anthology 1
My Bonnie Cry for a Shadow
Pistes inédites de Anthology 3
Come and Get It
Ain't She Sweet est une chanson écrite par Milton Ager et Jack Yellen (en) publiée en 1927 et qui est devenue un standard de la musique populaire. En début de carrière, les Beatles ont repris cette chanson sur scène et l'ont enregistré en 1961 pendant un de leurs séjours à Hambourg. Sorti en 45 tours et sur l'album The Beatles' First ! en 1964, lors de la crête de la Beatlemania, cet enregistrement est aujourd'hui disponible sur le disque Anthology 1 et un bœuf, enregistré en 1969, a été inclus dans Anthology 3.

## Historique
Cette chanson est bien connue de John Lennon ; c'est probablement l'une des chansons que sa mère Julia lui a apprise sur le banjo du grand-père de l'adolescent. Plus tard, il la chante, accompagné de sa guitare, pour charmer sa future épouse, Cynthia Powell, une camarade de classe du Liverpool College of Art (en),. 
Comme pour la plupart des groupes de l'époque, les Quarrymen adaptent de vieux succès en leur donnant une saveur rock 'n' roll. À partir de 1957 jusqu'en 1962, Ain't She Sweet sera jouée sur scène par les Beatles, leur nouveau nom depuis 1960, dans une version calquée sur celle de l'enregistrement de 1956 par Gene Vincent. John Lennon, qui s'occupe du chant principal, l'a fait sienne en y rajoutant sa touche personnelle et possiblement des éléments de la version de Duffy Power (en) parue en 1959. Les Beatles, avec Pete Best à la batterie, l'enregistrent le 22 juin 1961, à la Friedrich-Ebert-Hall, à Hambourg en Allemagne de l'Ouest, à l'invitation du producteur et chef d'orchestre Bert Kaempfert qui insistera de rendre la chanson plus rock. Sans leurs harmonies vocales caractéristiques et avec un solo de guitare quelque peu raté de George Harrison, cet enregistrement n'étale pas le talent du groupe. L'instrumental Cry for a Shadow est aussi enregistré (en plus de cinq autres chansons avec Tony Sheridan comme chanteur). Les Beatles sont persuadés qu'un single avec ces deux chansons sera bientôt publié des deux côtés de l'Atlantique, mais ces enregistrements resteront dans les cartons pour près de trois ans.

## Parution
Pendant la crête de la Beatlemania, Ain't She Sweet est publiée en single le 15 avril 1964 en Allemagne de l'Ouest, couplée à Take Out Some Insurance on Me, Baby, une des chansons chantée par Sheridan. Elle est aussi incluse dans la compilation The Beatles' First ! le même mois. Le 29 mai, ce single est aussi publié au Royaume-Uni, toujours par Polydor, et atteint la 29e position,. Le label Atco Records fait de même le 6 juillet suivant aux États-Unis, cette fois avec une version racourcie de Nobody's Child en face B, où elle se place à la 19e position du palmarès Billboard et à la 13e du classement Record World. On décide de rajouter un overdub de batterie, possiblement joué par Bernard Purdie, à cet enregistrement,. 
Le label américain sort même, le 5 octobre 1964, un album intitulé Ain't She Sweet (en) (crédité à  « The Beatles and Other Great Group Sounds from England ») incluant la chanson homonyme et les enregistrements de Nobody’s Child et Take Out Some Insurance en plus de Sweet Georgia Brown, une autre chanson enregistrée par le groupe à Hambourg, cette fois en 1962 lors d'une seconde séance dont les paroles seront modifiées en 1964. Nobody’s Child est toujours coupée de près d'une minute et les trois autres augmentées d'instrumentations de musiciens studio. Ce 33 tours est complété d'une prestation d'un groupe obscur, The Swallows, jouant six reprises des Beatles (dont I'll Keep You Satisfied (en)) en plus de deux autres hits du Mersey Beat écrites par Mitch Murray ; How Do You Do It? et I'm Telling You Now.
L'enregistrement originel des Beatles de Ain't She Sweet a ultimement été inclus dans l'album Anthology 1 en 1995. Une autre interprétation, enregistrée lors d'un bœuf, le 28 juillet 1969, cette fois avec Ringo Starr à la batterie, a été incluse sur Anthology 3 ; c'est la seule chanson qui apparaît sur deux disques différents de cette collection. De plus, on voit dans le documentaire, les trois Beatles (McCartney, Harrison et Starr) en jouer un extrait en plein air avec George Harrison au ukulélé en 1995.

### Editions françaises
Éditions françaises inédites
Mister Twist
(1962) Les Beatles
(1964)
En France, la chanson est placée en ouverture d'un super 45 tours, publié en février 1964 avec trois autres enregistrements du groupe accompagnant Tony Sheridan. Mise à part Sweet Georgia Brown, qui a été publiée en 1962 mais avec des paroles différentes, c'est la première publication commerciale de ces chansons, deux mois avant leur sortie toujours en Allemagne de l'Ouest. La pochette est illustrée d'une photo, prise par Jean-Pierre Leloir, affichant des pompons noirs, représentant les têtes des Fab Four, et des microphones placés derrière un lutrin. À l'endos se trouve de la promotion pour trois E.P. de Polydor; la réédition de 1964 de Mister Twist (simplement intitulé Les Beatles : When the Saints - My Bonnie), un des Spotnicks et un de Jacques Denjean. On retrouve, sur la pochette et l'étiquette, quelques erreurs factuelles et typographiques. Cet E.P. a aussi été publié en Espagne la même année (Polydor – EPH 50 932) avec une pochette semblable à l'album allemand The Beatles' First !,.

La chanson est aussi placée en ouverture d'un 33 tours 25 cm simplement intitulé Les Beatles, sorti en mai en France, avec les chansons de ce E.P. en face 1 et les quatre autres de Mister Twist en face 2 .
Liste des chansons du E.P.

Les détails tels qu'inscrits sur la pochette et l'étiquette d'origine de cette édition.
| 1. | Ain't She Sweet     | Ager                 | John Lennon   | 2:04 |
| 2. | If You Love Me Baby | Singleton (en), Hall | Tony Sheridan | 2:50 |

| 3. | Sweet Georgia Brown | Bernie, Pinkard (en), Casey | Tony Sheridan | 2:04 |
| 4. | Nobody's Child      | Traditionnel, arr. Sheridan | Tony Sheridan | 3:51 |